# 葛成 (羽毛球運動員)
葛成（1973年12月20日—），中國前男子羽球運動員。
葛成剛出道時是單打選手，曾獲得1995年亞洲羽球錦標賽男子單打第三名。在1996年夏季奧林匹克運動會羽球比賽裡，葛成與陶曉強一起獲得男子雙打第九名。同年，兩人一起贏得荷蘭羽球公開賽、波蘭羽球公開賽男子雙打冠軍。1997年，兩人贏得中國羽球公開賽男子雙打冠軍。在2000年樂魚羽球國際賽上，兩人贏得男子雙打冠軍。